# Crocidura tansaniana
Crocidura tansaniana — вид ссавців родини Soricidae. Це ендемік Танзанії. Його природне місце проживання — субтропічні або тропічні вологі гірські ліси.